# Стен Крістенсен (яхтсмен)
Стен Крістенсен (дан. Steen Christensen, 1941) — данський яхтсмен.
Срібний призер Олімпійських Ігор 1960 року в класі 5,5 метра.